# Монферрі
Монфе́ррі (кат. Montferri) - місто, розташоване в Автономній області Каталонія в Іспанії. 
Знаходиться у районі (кумарці) Ал Камп провінції Таррагона, згідно з новою адміністративною реформою перебуватиме у складі баґарії Камп да Таррагона.

## Населення
Населення міста (у 2007 р.) становить 323 осіб (з них менше 14 років - 18,3%, від 15 до 64 - 61,9%, понад 65 років - 
19,8%). У 2006 р. народжуваність склала 5 осіб, смертність - 3 осіб, кількість одружень - 2
(у 2006 р.). У 2001 р. активне населення становило 61 осіб, з них безробітних - 1 осіб. 

Серед осіб, які проживали на території міста у 2001 р., 129 осіб народилися в Каталонії (з них
93 осіб у тому самому районі, або кумарці), 24 осіб приїхало з інших областей Іспанії, а 6 осіб приїхало з-за кордону. 

Університетську освіту має 10,1
% усього населення. 

У 2001 р. нараховувалося 61 домогосподарств (з них 26,2% складалися з однієї особи, 29,5% з двох осіб,
16,4% з 3 осіб, 13,1% з 4 осіб, 14,8% з 5 осіб, 0
% з 6 осіб, 0% з 7 осіб, 0% з 8 осіб і 0% з 9 і більше осіб).

Активне населення міста у 2001 р. працювало у таких сферах діяльності : у сільському господорстві - 28,3%, у промисловості - 15%, на будівництві - 10% і у сфері обслуговування -
46,7%. 

 У муніципалітеті або у власному районі (кумарці) працює 63 осіб, поза районом - 30 осіб. 

### Безробіття
У 2007 р. нараховувалося 13 безробітних (у 2006 р. - 10 безробітних), з них чоловіки становили 38,5%, а жінки -
61,5%.

## Економіка

### Підприємства міста

#### Промислові підприємства
| \| Промислові підприємства міста, за сферою діяльності \| Промислові підприємства міста, за сферою діяльності \| Промислові підприємства міста, за сферою діяльності \| \| Рік \| 2002 р. \| 2001 р. \| \| --------------------------------------------------- \| --------------------------------------------------- \| --------------------------------------------------- \| \| Енергетичні та водні ресурси \| 0,0% \| 0,0% \| \| Хімія та метали \| 0,0% \| 0,0% \| \| Переробка металів \| 33,3% \| 25,0% \| \| Продукти харчування \| 66,7% \| 75,0% \| \| Текстиль \| 0,0% \| 0,0% \| \| Виробництво меблів, видання \| 0,0% \| 0,0% \| \| Інше \| 0,0% \| 0,0% \| \| Усього підприємств \| 3 \| 4 \| |         |         |
| Промислові підприємства міста, за сферою діяльності |         |         |
| Рік | 2002 р. | 2001 р. |
| Енергетичні та водні ресурси | 0,0%    | 0,0%    |
| Хімія та метали | 0,0%    | 0,0%    |
| Переробка металів | 33,3%   | 25,0%   |
| Продукти харчування | 66,7%   | 75,0%   |
| Текстиль | 0,0%    | 0,0%    |
| Виробництво меблів, видання | 0,0%    | 0,0%    |
| Інше | 0,0%    | 0,0%    |
| Усього підприємств | 3       | 4       |

#### Роздрібна торгівля
| \| Підприємства роздрібної торгівлі міста, за сферою діяльності \| Підприємства роздрібної торгівлі міста, за сферою діяльності \| Підприємства роздрібної торгівлі міста, за сферою діяльності \| \| Рік \| 2002 р. \| 2001 р. \| \| ------------------------------------------------------------ \| ------------------------------------------------------------ \| ------------------------------------------------------------ \| \| Продукти харчування \| 100,0% \| 100,0% \| \| Одяг та взуття \| 0,0% \| 0,0% \| \| Товари для дому \| 0,0% \| 0,0% \| \| Книги та періодичні видання \| 0,0% \| 0,0% \| \| Промислова хімічна продукція \| 0,0% \| 0,0% \| \| Продукція, пов'язана з транспортними засобами \| 0,0% \| 0,0% \| \| Інше \| 0,0% \| 0,0% \| \| Усього підприємств \| 1 \| 1 \| |         |         |
| Підприємства роздрібної торгівлі міста, за сферою діяльності |         |         |
| Рік | 2002 р. | 2001 р. |
| Продукти харчування | 100,0%  | 100,0%  |
| Одяг та взуття | 0,0%    | 0,0%    |
| Товари для дому | 0,0%    | 0,0%    |
| Книги та періодичні видання | 0,0%    | 0,0%    |
| Промислова хімічна продукція | 0,0%    | 0,0%    |
| Продукція, пов'язана з транспортними засобами | 0,0%    | 0,0%    |
| Інше | 0,0%    | 0,0%    |
| Усього підприємств | 1       | 1       |

#### Сфера послуг
| \| Підприємства міста, що працюють у сфері послуг, за діяльністю \| Підприємства міста, що працюють у сфері послуг, за діяльністю \| Підприємства міста, що працюють у сфері послуг, за діяльністю \| \| Рік \| 2002 р. \| 2001 р. \| \| ------------------------------------------------------------- \| ------------------------------------------------------------- \| ------------------------------------------------------------- \| \| Гуртова торгівля \| 33,3% \| 33,3% \| \| Готелі та готельний бізнес \| 33,3% \| 33,3% \| \| Транспорт та зв'язок \| 33,3% \| 33,3% \| \| Посередницькі фінансові послуги \| 0,0% \| 0,0% \| \| Послуги підприємствам \| 0,0% \| 0,0% \| \| Послуги фізичним особам \| 0,0% \| 0,0% \| \| Нерухомість та ін. \| 0,0% \| 0,0% \| \| Усього підприємств \| 3 \| 3 \| |         |         |
| Підприємства міста, що працюють у сфері послуг, за діяльністю |         |         |
| Рік | 2002 р. | 2001 р. |
| Гуртова торгівля | 33,3%   | 33,3%   |
| Готелі та готельний бізнес | 33,3%   | 33,3%   |
| Транспорт та зв'язок | 33,3%   | 33,3%   |
| Посередницькі фінансові послуги | 0,0%    | 0,0%    |
| Послуги підприємствам | 0,0%    | 0,0%    |
| Послуги фізичним особам | 0,0%    | 0,0%    |
| Нерухомість та ін. | 0,0%    | 0,0%    |
| Усього підприємств | 3       | 3       |

## Житловий фонд
У 2001 р. 3,3% усіх родин (домогосподарств) мали житло метражем до 59 м², 9,8% - від 60 до 89 м², 49,2% - від 90 до 119 м² і
37,7% - понад 120 м².

З усіх будівель у 2001 р. 56,7% було одноповерховими, 41,6% - двоповерховими, 1,6
% - триповерховими, 0% - чотириповерховими, 0% - п'ятиповерховими, 0% - шестиповерховими,
0% - семиповерховими, 0% - з вісьмома та більше поверхами.

## Автопарк
| \| Автомобілі, зареєстровані у місті, за призначенням \| Автомобілі, зареєстровані у місті, за призначенням \| Автомобілі, зареєстровані у місті, за призначенням \| \| Рік \| 2006 р. \| 2005 р. \| \| -------------------------------------------------- \| -------------------------------------------------- \| -------------------------------------------------- \| \| Приватні автомобілі \| 62,6% \| 62,9% \| \| Мотоцикли \| 8,6% \| 8,2% \| \| Вантажівки \| 23,2% \| 24,5% \| \| Трактори \| 0,0% \| 0,0% \| \| Автобуси та ін. \| 5,6% \| 4,4% \| \| Усього автомобілів \| 198 шт. \| 159 шт. \| |         |         |
| Автомобілі, зареєстровані у місті, за призначенням |         |         |
| Рік | 2006 р. | 2005 р. |
| Приватні автомобілі | 62,6%   | 62,9%   |
| Мотоцикли | 8,6%    | 8,2%    |
| Вантажівки | 23,2%   | 24,5%   |
| Трактори | 0,0%    | 0,0%    |
| Автобуси та ін. | 5,6%    | 4,4%    |
| Усього автомобілів | 198 шт. | 159 шт. |

## Вживання каталанської мови
У 2001 р. каталанську мову у місті розуміли 97,5% усього населення (у 1996 р. - 100%), вміли говорити нею 84,8% (у 1996 р. - 
87,8%), вміли читати 78,5% (у 1996 р. - 76,9%), вміли писати 56,3
% (у 1996 р. - 37,2%). Не розуміли каталанської мови 2,5%.

## Політичні уподобання
У виборах до Парламенту Каталонії у 2006 р. взяло участь 107 осіб (у 2003 р. - 101 осіб). Голоси за політичні сили розподілилися таким чином:
| \| Вибори до Парламенту Каталонії \| Вибори до Парламенту Каталонії \| Вибори до Парламенту Каталонії \| \| Рік \| 2006 р. \| 2003 р. \| \| -------------------------------------- \| ------------------------------ \| ------------------------------ \| \| Конвергенція та Єднання (CiU) \| 34,6% \| 46,5% \| \| Соціалістична партія Каталонії (PSC) \| 32,7% \| 18,8% \| \| Народна партія (PP) \| 5,6% \| 11,9% \| \| Ініціатива за зелену Каталонію (IC) \| 2,8% \| 5,9% \| \| Республіканська лівиця Каталонії (ERC) \| 21,5% \| 13,9% \| \| Громадянська партія (C's) \| 0,0% \| 0,0% \| \| Інші \| 2,8% \| 3% \| |         |         |
| Вибори до Парламенту Каталонії |         |         |
| Рік | 2006 р. | 2003 р. |
| Конвергенція та Єднання (CiU) | 34,6%   | 46,5%   |
| Соціалістична партія Каталонії (PSC) | 32,7%   | 18,8%   |
| Народна партія (PP) | 5,6%    | 11,9%   |
| Ініціатива за зелену Каталонію (IC) | 2,8%    | 5,9%    |
| Республіканська лівиця Каталонії (ERC) | 21,5%   | 13,9%   |
| Громадянська партія (C's) | 0,0%    | 0,0%    |
| Інші | 2,8%    | 3%      |

У муніципальних виборах у 2007 р. взяло участь 140 осіб (у 2003 р. - 0 осіб). Голоси за політичні сили розподілилися таким чином:
| \| Муніципальні вибори \| Муніципальні вибори \| Муніципальні вибори \| \| Рік \| 2007 р. \| 2003 р. \| \| -------------------------------------- \| ------------------- \| ------------------- \| \| Конвергенція та Єднання (CiU) \| 0,0% \| - \| \| Соціалістична партія Каталонії (PSC) \| 95,7% \| - \| \| Народна партія (PP) \| 4,3% \| - \| \| Ініціатива за зелену Каталонію (IC) \| 0,0% \| - \| \| Республіканська лівиця Каталонії (ERC) \| 0,0% \| - \| \| Громадянська партія (C's) \| 0,0% \| - \| \| Інші \| 0,0% \| - \| |         |         |
| Муніципальні вибори |         |         |
| Рік | 2007 р. | 2003 р. |
| Конвергенція та Єднання (CiU) | 0,0%    | -       |
| Соціалістична партія Каталонії (PSC) | 95,7%   | -       |
| Народна партія (PP) | 4,3%    | -       |
| Ініціатива за зелену Каталонію (IC) | 0,0%    | -       |
| Республіканська лівиця Каталонії (ERC) | 0,0%    | -       |
| Громадянська партія (C's) | 0,0%    | -       |
| Інші | 0,0%    | -       |